# Axelsonia tubifera
Axelsonia tubifera är en urinsektsart som beskrevs av Karl Strenzke 1958. Axelsonia tubifera ingår i släktet Axelsonia och familjen Isotomidae. Inga underarter finns listade.